# Phyciodes pallescens
Phyciodes pallescens är en fjärilsart som beskrevs av Felder 1869. Phyciodes pallescens ingår i släktet Phyciodes och familjen praktfjärilar. Inga underarter finns listade i Catalogue of Life.